# Triatlon op de Paralympische Zomerspelen 2020
Op de XVIe Paralympische Zomerspelen, die in 2021 werden gehouden in Tokio, Japan, was de triatlon een van de 23 sporten die werden beoefend.

## Klasificaties
- PTVI - Triatleten met een visuele beperking
- PTWC - Triatleten met een lichamelijke handicap die gebruik maken van een racerolstoel en een handbike
- PTS2 - Triatleten met een lichamelijke handicap die veel moeite hebben met hardlopen en wielrennen.
- PTS4 - Triatleten met een lichamelijke handicap die in een beetje moeite hebben met hardlopen en wielrennen.
- PTS5 - Triatleten met een lichamelijke handicap die geen ernstige belemmeringen hebben.

## Medaillespiegel
| Plaats | Land             | NPC | Goud | Zilver | Brons | Totaal |
| 1      | Verenigde Staten | USA | 3    | 2      | 0     | 5      |
| 2      | Spanje           | ESP | 1    | 1      | 2     | 4      |
| 3      | Groot-Brittannië | GBR | 1    | 1      | 1     | 3      |
| 4      | Frankrijk        | FRA | 1    | 0      | 1     | 2      |
| 5      | Duitsland        | GER | 1    | 0      | 0     | 1      |
| 5      | Nederland        | NED | 1    | 0      | 0     | 1      |
| 7      | Italië           | ITA | 0    | 1      | 2     | 3      |
| 8      | Japan            | JPN | 0    | 1      | 1     | 2      |
| 9      | Australië        | AUS | 0    | 1      | 0     | 1      |
| 9      | Oostenrijk       | AUT | 0    | 1      | 0     | 1      |
| 11     | Canada           | CAN | 0    | 0      | 1     | 1      |

## Uitslagen
| Mannen | Mannen  | Mannen | Mannen                           | Mannen | Mannen                                                | Mannen | Mannen                            |
| Klasse | Tijd    | Goud   | Goud                             | Zilver | Zilver                                                | Brons  | Brons                             |
| ------ | ------- | ------ | -------------------------------- | ------ | ----------------------------------------------------- | ------ | --------------------------------- |
| PTVI   | 1:01:16 | USA    | Brad Snyder Greg Billington gids | ESP    | Héctor Catalá Laparra Gustavo Rodríguez Iglesias gids | JPN    | Satoru Yoneoka Kohei Tsubaki gids |
| PTWC   | 57:51   | NED    | Jetze Plat                       | AUS    | Florian Brungraber                                    | ITA    | Giovanni Achenza                  |
| PTS4   | 59:58   | FRA    | Alexis Hanquinquant              | JPN    | Hideki Uda                                            | ESP    | Alejandro Sánchez Palomero        |
| PTS5   | 58:10   | GER    | Martin Schulz                    | GBR    | George Peasgood                                       | CAN    | Stefan Daniel                     |

| Vrouwen | Vrouwen | Vrouwen | Vrouwen                          | Vrouwen | Vrouwen                           | Vrouwen | Vrouwen                               |
| Klasse  | Tijd    | Goud    | Goud                             | Zilver  | Zilver                            | Brons   | Brons                                 |
| ------- | ------- | ------- | -------------------------------- | ------- | --------------------------------- | ------- | ------------------------------------- |
| PTVI    | 1:07:15 | ESP     | Susana Rodríguez Sara Loehr gids | ITA     | Anna Barbaro Charlotte Bonin gids | FRA     | Annouck Curzillat Céline Bousrez gids |
| PTWC    | 1:06:25 | USA     | Kendall Gretsch                  | AUS     | Lauren Parker                     | ESP     | Eva Moral                             |
| PTS2    | 1:14:03 | USA     | Allysa Seely                     | USA     | Hailey Danz                       | ITA     | Veronica Yoko Plebani                 |
| PTS5    | 58:10   | GBR     | Lauren Steadman                  | USA     | Grace Norman                      | GBR     | Claire Cashmore                       |

Atletiek · Badminton · Bankdrukken · Basketbal · Boccia · Boogschieten · Goalball · Judo · Kanovaren · Paardensport · Roeien · Rugby · Schermen · Schietsport · Taekwondo · Tafeltennis · Tennis · Triatlon · Voetbal · Volleybal · Wielersport · Zwemmen
Rio de Janeiro 2016 ·
Tokio 2020 ·
Parijs 2024 ·
Los Angeles 2028